# Julien Davignon

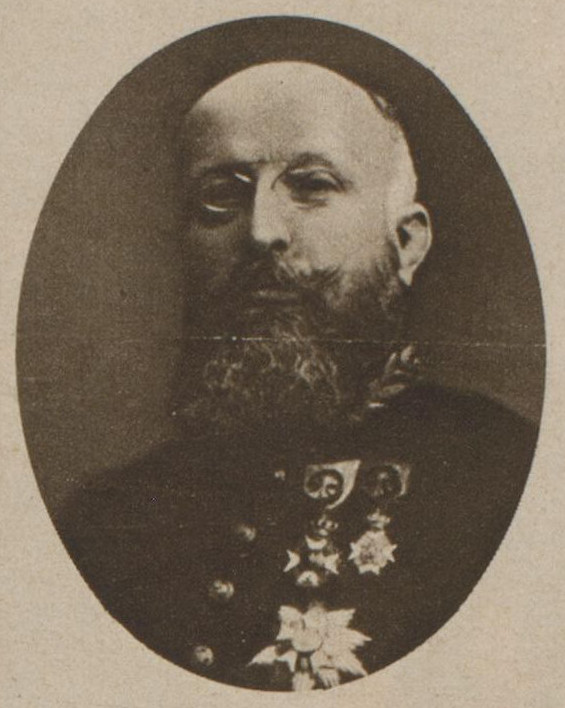
Julien Davignon

Henri François Julien Claude burggraaf Davignon (Sint-Joost-ten-Node, 3 december 1854 - Nice, 12 maart 1916) was een Belgisch politicus voor de Katholieke Partij.

## Biografie

### Familie
Julien Davignon was een zoon van Henri-Eugène Davignon (1817-1868) en Caroline-Agathe Millot (1823-1893). Hij trouwde in 1878 in Brussel met Hélène Calmeyn (1858-1934), dochter van Pierre Calmeyn, advocaat en volksvertegenwooriger. Ze kregen twee zoons en drie dochters.
- Henri-Eugène Davignon (1879-1964), schrijver, trouwde in 1909 in Landegem met barones Jeanne van Loo (1885-1952), dochter van baron Albert van Loo, burgemeester van Oostakker en voorzitter van de Société royale des courses d'Ostende. Ze kregen twee zoons en vijf dochters, met afstammelingen tot heden.
- Madeleine Davignon (1881-1962), trouwde in 1902 in Pepinster met Georges Terlinden (1879-1912), zoon van burggraaf Georges Terlinden, procureur-generaal bij het Hof van Cassatie, en broer van burggraaf Charles-Alexis Terlinden, historicus en hoogleraar aan de Katholieke Universiteit Leuven. Ze kregen een zoon en twee dochters, met afstammelingen tot heden.
- Marie-Louise Davignon (1883-1957), trouwde in 1906 in Pepinster met baron Paul du Roy de Blicquy (1879-1965), zoon van baron Gustave du Roy de Blicquy, raadsheer in het Hof van Cassatie. Ze kregen drie zoons, met afstammelingen tot heden.
- Jacques Davignon (1887-1965), diplomaat, trouwde in 1924 in Etterbeek met gravin Jacqueline de Liedekerke (1896-1965). Ze kregen twee zoons en een dochter, waaronder graaf Étienne Davignon, met afstammelingen tot heden.
- Hélène Davignon (1895-1946), trouwde in 1920 in Elsene met baron Ferdinand Snoy (1896-1940), officier, zoon van baron Albert Snoy, bankier, provincieraadslid van Brabant, senator en burgemeester van Melsbroek. Ze kregen twee zoons en twee dochters, met afstammelingen tot heden.

Op 11 maart 1916, daags voor zijn dood, werd hij opgenomen in de erfelijke adel met de titel van burggraaf overdraagbaar op al zijn nakomelingen. Deze verheffing werd bevestigd op 15 november 1919 in open brieven toegekend aan zijn weduwe.

### Loopbaan
Beroepshalve was Davignon doctor in de rechten en eigenaar.
Hij was een groot voorstander van de katholieke zienswijzen. Vanaf 1879 - begin van de schoolstrijd - was hij secretaris en penningmeester van het Centraal Comité van de vrije scholen in Brussel. Hij was vervolgens secretaris-generaal van de Congressen van Mechelen in 1889 en 1890. Hij was ook vicevoorzitter van het boerensyndicaat van het arrondissement Verviers.
Davignon was senator voor het arrondissement Verviers (1898-1900) en vervolgens volksvertegenwoordiger (1900-1916). Hij was minister van Buitenlandse Zaken van mei 1907 tot januari 1916 in de regering-De Trooz. Van die datum tot aan zijn dood was hij nog minister zonder portefeuille. Hij overleed in Nice in maart 1916.

## Publicaties
- La conduite des armées allemandes en Belgique et en France d'après l'enquête anglaise, Parijs, 1915.
- La Belgique et l'Allemagne. Textes et documents (...), Lausanne, 1915.